# Rhacophorus vanbanicus
Rhacophorus vanbanicus — вид жаб з родини веслоногих (Rhacophoridae). Описаний у 2019 році.

## Поширення
Ендемік В'єтнаму. Поширений в окрузі Ванпан провінції Лаокай на півночі країни.